# 이란-파키스탄 관계
이란과 파키스탄은 1947년 8월 14일, 파키스탄이 독립한 날에 관계를 수립했으며, 이란이 파키스탄을 최초로 인정한 국가가 되었다. 양측은 가능한 한 경제적으로 계속 협력하고 있으며 국경을 따라 마약 거래와 싸우고 발루치스탄 지역의 반란과 싸우는 등 상호 관심 분야에서 동맹을 맺고 있다.
파키스탄은 퓨 연구센터가 실시한 여론조사에 따르면 이란의 영향력이 긍정적으로 받아들여지는 몇 안 되는 국가 중 하나이다. 여론조사에 따르면 파키스탄인의 매우 높은 비율이 서부 이웃 국가를 긍정적으로 보는 것으로 나타났다. 이란의 최고 지도자 알리 하메네이도 파키스탄을 포함한 모든 무슬림 국가의 동정, 지원, 상호 협력을 촉구했다. 그러나 일부 긴장은 여전히 남아 있다.

## 역사

### 1979년 이전의 관계
이란 제국은 냉전 기간 동안 파키스탄과 긴밀한 관계를 유지했는데, 이는 부분적으로 미국 주도의 서방권과의 상호 동맹 덕분이었다. 이란은 파키스탄을 독립 국가로 인정한 최초의 국가 원수였으며, 모하마드 레자 팔라비는 1950년 3월, 파키스탄을 공식 국빈 방문한 최초의 국가 원수였다. 1947년부터 파키스탄의 건국자 무함마드 알리 진나는 무슬림 세계, 특히 이란과의 우호 관계를 증진하는 정책을 성공적으로 옹호해 왔다. 1947년 8월, 파키스탄이 독립한 후 이란은 주권 국가 지위를 인정한 최초의 국가 중 하나가 되었다.
1950년 5월, 리아콰트 알리 칸 총리와 모하마드 레자 팔라비 총리가 우호 조약을 체결했다. 우호 조약의 일부 조항은 더 넓은 지정학적 의미를 지니고 있었다.

## 경제적 관점
국제 제재와 국경 지역의 열악한 인프라로 인해 양국 간 무역의 잠재력이 완전히 실현되지 않았고, 밀수와 마약밀매에도 문제가 있다.

### 우선 무역 협정
2005년에 이란과 파키스탄은 5억 달러 규모의 무역을 수행했다. 타프탄의 육상 국경은 전기와 석유 무역의 통로이다. 이란은 타프탄을 향해 철도망을 확장하고 있다.
2009년 양국 간 무역은 14억 파운드 증가했다. WTO에 따르면 2007~08년 파키스탄과 이란의 연간 상품 무역은 2억 6,500만 달러의 수입과 2억 1,860만 달러의 수출로 구성되었다.

## 중요한 문제들
이란과 파키스탄은 역사적, 종교적, 문화적으로 밀접한 관계를 맺고 있지만 여전히 양국 관계 발전에 걸림돌이 되고 있다. 2002년 탈레반이 제거된 후 이란과 파키스탄의 관계는 개선되었지만 긴장은 여전히 남아 있다. 파키스탄은 이미 동맹국인 레바논과 시리아에 진출해 있는 시아파 다수국 이란과의 영향력 경쟁에서 사우디아라비아의 강력한 영향력 아래 있다.

### 비공격적인 정책 및 공식적인 관점
무역과 정치적 입장에 대한 분쟁 등 어려움이 있었다. 파키스탄의 외교 정책은 사우디아라비아, 미국, 유럽 연합과 균형 잡힌 관계를 유지하고 있지만 이란은 이에 대해 경고하는 경향이 있으며, 20세기 마지막 몇 년 동안 아프가니스탄 내전 4단계에서 파키스탄이 탈레반을 절대적으로 지원한 것에 대한 우려를 제기했다. 양국은 점진적인 화해와 혼란스러운 외교를 통해 지난 몇 년 동안 서로 더 가까워졌다. 변화하는 안보 환경 속에서 파키스탄과 이란은 국제 행위자들의 압력을 고려하지 않고 관계의 온기를 유지함으로써 관계를 강화했다.
이란의 핵 프로그램과 이란과의 관계에 대해 파키스탄은 중립 정책을 채택하고 이후 이 지역의 긴장을 완화하는 데 비공격적인 역할을 했다. 2006년부터 파키스탄은 이란의 핵 프로그램에 대한 국제사회의 압력에 대응하기 위해 여러 차례 전략적으로 이란에 적극적인 핵무기 프로그램 대신 민간 핵 발전을 추진할 것을 권고해 왔다. 국제적으로 파키스탄은 경제 및 민간 인프라를 위한 이란의 핵 에너지 사용을 강력히 지지해 왔으며, 사우디아라비아와의 또 다른 핵무장 경쟁을 우려하여 이란의 핵무기 획득을 꾸준히 중단해 왔다.

### 문화 및 교육
파키스탄, 이란은 큰 문화적, 종교적 친밀감을 공유했으며, 우르두어는 페르시아어의 강한 영향을 받았다.
두 나라는 정기적으로 학술 교류 활동을 실시하고 있으며, 수천 명의 파키스탄 학생들이 이란에서 문화, 과학, 종교를 공부하고 있다. 파키스탄 국제학교와 테헤란 칼리지는 테헤란에 거주하는 파키스탄 가정을 위한 추가적인 교육적 필요를 충족시키고 지원하는 것을 목표로 하고 있다.

## 같이 보기
- 이란의 대외 관계
- 파키스탄의 대외 관계